# Grantiopsis
Grantiopsis is een geslacht van sponsdieren uit de klasse van de Calcarea (kalksponzen).

## Soorten
- Grantiopsis cylindrica Dendy, 1893
- Grantiopsis fruticosa Dendy & Frederick, 1924
- Grantiopsis heroni Wörheide & Hooper, 2003